# Casa de la Senyora Margarida
La casa de la Senyora Margarida és un edifici de Cambrils (Baix Camp) inclòs a l'Inventari del Patrimoni Arquitectònic de Catalunya.

## Descripció
És un gran edifici senyorívol que fa cantonada amb el carrer dels Immolats del Setge. A la façana que dona al carrer de l'Hospital, hi ha sis grans portes d'arc carpanell; a la del carrer dels Immolats, se n'obrien tres, una de les quals (la primera des de la cantonada) va estar tapiada i una altra (la segona) ha estat transformada en finestra, una quarta (la que porta el número 1 de l'esmentat carrer) és més petita que la resta, rebaixada amb llinda i amb una finestra al damunt. Té planta baixa i tres pisos més terrat. Els dos primers pisos presenten balcons (el primer és corregut, amb reixa de ferro). Al terrat, barana amb balustres de ciment. Té un cos sortint de la façana, a tall d'element amb volada.

## Història
La casa fou bastida probablement el segle xix. Porta un escut heràldic damunt una de les portes, damunt el que sembla una data, il·legible en les dues primeres xifres (1836?). Originalment, era una casa d'un sol propietari, però actualment estan repartides les seves dependències entre un magatzem-taller, una escola de dansa, una autoescola, una fonda, una botiga d'electrodomèstics (la qual ha transformat molt la part baixa que ocupa) i una casa particular. Fins fa uns anys, era coneguda com la Casa de la Senyora Margarida o per Cal Campanyà. No hem trobat notícies de quan i qui manà bastir l'edifici.